# 1091 Spiraea
1091 Spiraea је астероид са пречником од приближно 31,98 .
Афел астероида је на удаљености од 3,630 астрономских јединица (АЈ) од Сунца, а перихел на 3,214 АЈ.
Ексцентрицитет орбите износи 0,060, инклинација (нагиб) орбите у односу на раван еклиптике 1,156 степени, а орбитални период износи 2312,852 дана (6,332 година).
Апсолутна магнитуда астероида је 10,60 а геометријски албедо 0,099.
Астероид је откривен 26. фебруара 1928. године.